# Ee Mungu Nguvu Yetu
Ee Mungu Nguvu Yetu ("Oh, Deus de Toda a Criação!") é o hino nacional do Quénia.

## Letra em Kiswahili
Ee Mungu nguvu yetu
Ilete baraka kwetu
Haki iwe ngao na mlinzi
Natukae na undugu
Amani na uhuru
Raha tupate na ustawi.
Amkeni ndugu zetu
Tufanye sote bidii
Nasi tujitoe kwa nguvu
Nchi yetu ya
Kenya tunayoipenda
Tuwe tayari kuilinda.
Natujenge taifa letu
Ee ndio wajibu wetu
Kenya istahili heshima
Tuungane mikono pamoja kazini
Kila siku tuwe nashukrani.